# Kelly Jo Minter
Pour les articles homonymes, voir Minter.
Kelly Jo Minter née le 24 septembre 1966 à North Trenton (en), New Jersey, est une actrice américaine.

## Biographie
elle est Yvonne dans L'Enfant du cauchemar .

## Filmographie

### Actrice

#### Cinéma
- 1984 : Be Somebody... or Be Somebody's Fool! (en) de Jeff Margolis :
- 1985 : Mask de Peter Bogdanovich : Lorrie
- 1987 : Prof d'enfer pour un été (Summer School) de Carl Reiner : Denise Green
- 1987 : Génération perdue (The Lost Boys) de Joel Schumacher : Maria
- 1987 : Le Proviseur (The Principal) de Christopher Cain : Treena Lester
- 1988 : Appel d'urgence (Miracle Mile) de Steve De Jarnatt : Charlotta, la sœur de Wilson
- 1989 : L'Enfant du cauchemar (A Nightmare On Elm Street: The Dream Child) de Stephen Hopkins : Yvonne
- 1989 : Cat Chaser de Abel Ferrara : Loret
- 1990 : House Party de Reginald Hudlin : LaDonna
- 1991 : New Jack City de Mario Van Peebles :
- 1991 : Popcorn de Mark Herrier et Alan Ormsby (en) (non crédité) : Cheryl
- 1991 : Doc Hollywood de Michael Caton-Jones : Mulready
- 1991 : Le Sous-sol de la peur (The People Under The Stairs) de Wes Craven : Ruby Williams
- 1993 : Sunset Grill de Kevin Connor : Joanna
- 1996 : Sombres Soupçons (The Rich Man's Wife) d'Amy Holden Jones : Cursing Hooker
- 1997 : Dead Men Can't Dance de Stephen Milburn Anderson et Hubert de La Bouillerie (non crédité) : Sergent Chrissie Brooks
- 2003 : Tapped Out de Georgio : Angie

#### Téléfilms
- 1984 : The Pilot de Michael Ray Rhodes : Carla
- 1985 : La Griffe de l'assassin (en) (Badge of the Assassin) de Mel Damski : Rachel Torres
- 1986 : Charley Hannah de Peter H. Hunt : Toni
- 1986 : The Deacon Street Deer de Jackie Cooper : Vicky
- 1988 : Sharing Richard de Peter Bonerz :
- 1992 : Murder Without Motive: The Edmund Perry Story de Kevin Hooks : Sharonda
- 1994 : Cosmic Slop de Reginald Hudlin, Warrington Hudlin et Kevin Rodney Sullivan :
- 1996 : Vengeance à double face (A Face to Die For) de Jack Bender : Rita
- 2001 : Stranger Inside (en) de Cheryl Dunye : femme en thérapie de groupe

#### Séries télévisées
- 1983 : Fame : Angel (Saison 3 - Épisode 8)
- 1985 : Hooker (T.J. Hooker) : Kelly (Saison 4 - Épisode 11)
- 1987 : Capitaine Furillo (Hill Street Blues) : Kathy (Saison 7 - Épisode 22)
- 1988 : Campus Show (A Different World) : Charisse (2 épisodes)
- 1991 : Le Père Dowling (Father Dowling Mysteries) : Sheri (Saison 3 - Épisode 22)
- 1991 : WIOU : Jasmine (Saison 1 - Épisode 13)
- 1991 : Sibs : (Saison 1 - Épisode 1)
- 1993 : Martin : Rhodesia (Saison 2 - Épisode 7)
- 1996 : Urgences (ER) : Crack Mom (Saison 2 - Épisode 15)
- 2001 : Providence : (Saison 3 - Épisode 20)
- 2002 : La Vie avant tout (Strong Medicine) : Vielle Montoya (Saison 2 - Épisode 17)
- 2008 : Zoé (Zoey 101) : Karen (Saison 4 - Épisode 10)

### Productrice
- 2003 : Tapped Out de Georgio